# Cesures
Cesures (llamada oficialmente San Clemente de Cesures) es una parroquia y una aldea española del municipio de El Barco de Valdeorras, en la provincia de Orense, Galicia.

## Organización territorial
La parroquia está formada por dos entidades de población:
- Cesures
- Vales

## Demografía

### Parroquia
| Gráfica de evolución demográfica de Cesures (parroquia) entre 2000 y 2022 |
|                                                                           |
| Datos según el nomenclátor publicado por el INE.                          |

### Aldea
| Gráfica de evolución demográfica de Cesures (aldea) entre 2000 y 2022 |
|                                                                       |
| Datos según el nomenclátor publicado por el INE.                      |